# Haiti nos Jogos Olímpicos de Verão de 1932
O Haiti competiu nos Jogos Olímpicos de Verão de 1932 em Los Angeles, Estados Unidos. A deegação do país consistiu em dois atletas, André Theard e Sylvio Cator. Cator havia ganhado uma medalha de prata nas Olimpíadas de 1928.

## Atletismo
100m masculino
- André Theard
  - Primeira Rodada — ≥ 10.9 s (→ não avançou)

Salto em distância masculino
- Sylvio Cator — 5,93 m (→ 9º lugar)